# Ingeborg von Kiew
Ingeborg Mstislawna von Kiew (russisch Ингеборга Киевская; bl. 1137) war eine Fürstin der Kiewer Rus, Mitglied des Fürstengeschlechts der Rurikiden und die Ehefrau des dänischen Herzogs Knud Lavard von Jütland.

## Leben
Sie war die Tochter des Großfürsten Mstislaw I. von Kiew und von Christina Ingesdotter von Schweden. 1116 wurde sie in einer von ihrer Tante mütterlicherseits, der dänischen Königin Margarethe Fredkulla, arrangierten Hochzeit mit Knud Lavard verheiratet. 1130 versuchte sie Knud erfolglos davon abzuhalten, zu einer Versammlung zu reisen, auf der er vermutlich ermordet werden sollte. Im Januar 1131 wurde ihr Sohn Waldemar I. von Dänemark geboren. 1137 lehnte sie den Vorschlag Christiern Svendsens ab, nach dem Tod von Erik Emune ihren Sohn zum Monarchen zu erklären.

## Kinder
- Margarethe von Dänemark; heiratete Stig Hvidlæder (Stig Weißhaut), der vermutlich identisch ist mit Stig Tokesen Hvide. Ihre Tochter Kristina heiratete 1163/64 den schwedischen König Karl Sverkersson.[1]
- Christine von Dänemark (* 1118); heiratete 1133 Magnus IV. von Norwegen
- Katharina von Dänemark; heiratete Prislav, den verstoßenen Sohn des Abodritenfürsten Niklot
- Waldemar I. von Dänemark, (* 1131)